# Erik Wijk (politiker)
Erik Wijk (i riksdagen kallad Wijk i Göteborg), född 1 mars 1836 i Göteborg, död 21 mars 1910 i Stockholm, var en svensk affärsman och politiker, son till grosshandlaren och talmannen Olof Per Wijk.

## Biografi
Erik Wijks föräldrar var grosshandlare Olof Wijk den äldre och Hilda Virginia (1810–1890), född Prytz. Han gifte sig 20 oktober 1868 med Emily Dickson (1849–1943), dotter till grosshandlare Edward Dickson och Isabel Gordon. Han var bror till grosshandlaren och politikern Olof Wijk d.y. och far till direktören och politikern Hjalmar Wijk.
Hans änka Emily, donerade 1913 ("Emily Wijks stiftelse") dels 300 000 kronor till uppförande av hyresfria bostäder för självförsörjande och bildade kvinnor i Göteborg, dels 60 000 kronor till byggnadernas underhåll, och 1919 ("Emily Wijks fond") 300 000 kronor till Göteborgs högskola till förbättring av vissa professorers löner och till docentstipendier samt vid andra tillfällen till arbetsstugor och dispensärvården i Norrbotten med mera. 
Wijk blev 1905 ledamot av Kungliga Vetenskaps- och Vitterhetssamhället i Göteborg, och delägare i firman Olof Wijk & C:o 1860–1895.

## Politisk karriär
Wijk var riksdagsman för Göteborgs stads valkrets i andra kammaren 1894–1905 och åren 1905–1910 ledamot i första kammaren. Han var ledamot av riksdagens bankoutskott 1903–1905 (lagtima) och 1908–1909. I riksdagen tillhörde han Andra kammarens center 1894, Nya centern 1895–1896, Friesenska diskussionsklubben 1897–1899, Liberala samlingspartiet 1900–1905 och Första kammarens moderata parti 1905–1910.
Wijk var ovanligt tystlåten i förhandlingarna, men åtnjöt allmänt anseende på grund av sin gedigna, självständiga personlighet och flärdfria humanitet. Hans praktiska erfarenhet och sunda omdöme togs i anspråk för flera kommunala uppdrag i Göteborg, och han var bland annat ledamot av styrelsen för Göteborgs högskola 1905–1910 och ledamot av stadsfullmäktige 1882–1910.